# Ондржичек, Мирослав
Мирослав Ондржичек (чеш. Miroslav Ondříček, 4 ноября 1934, Прага — 28 марта 2015, там жe) — чешский кинооператор.

## Биография
Учился в киношколе при студии Баррандов. Дебютировал в 1956, начинал как оператор чешской новой волны. С 1967, оставаясь кинооператором в социалистической Чехословакии, активно работал в Западной Европе и в США — с режиссерами Линдсеем Андерсеном, Джорджем Роем Хиллом, Майком Николсом и др. 
Был ближайшим другом и постоянным и незаменимым оператором Милоша Формана (их сотрудничество не прервалось, когда Форман стал "невозвращенцем" после вторжения советских войск в ЧССР), снимал все его главные фильмы 1960-1980-х гг., за исключением «Пролетая над гнездом кукушки» (не смог выехать в США для участия в съёмках).
Сын — кинорежиссёр Давид Ондржичек (род. 1969).

## Избранная фильмография
- Конкурс (1963, Милош Форман)
- Если бы здесь не играла музыка (1963, М. Форман)
- Интимное освещение (1965, Иван Пассер)
- Любовные похождения блондинки (1965, М. Форман)
- Белый автобус (1967, Линдсей Андерсон)
- Мученики любви (1967, Ян Немец)
- Бал пожарных (1968, М. Форман)
- Если… (1968, Л. Андерсон)
- Тело Дианы (1969, Жан-Луи Ришар)
- Отрыв (1971, М. Форман)
- Бойня номер пять (1972, Джордж Рой Хилл)
- О счастливчик (1973, Л. Андерсон)
- Отель «Пацифик» (1975, Януш Маевский)
- Наконец-то мы понимаем друг друга (1976, Ярослав Попоушек)
- Площадка (1976, Штепан Скальски)
- Якуб (1977, Ота Ковал, Ярослава Восмикова)
- История любви и чести (1977, Отакар Вавра)
- Ничего не хочу слушать (1978, Ота Ковал)
- Волосы (1979, М. Форман)
- Божественная Эмма (1979, Йиржи Крейчик)
- Рэгтайм (1980, М. Форман, номинация на Оскара)
- Тёмное солнце (1981, Отакар Вавра)
- Мир по Гарпу (1982, Джордж Рой Хилл)
- Силквуд (1983, Майк Николс)
- Амадей (1984, М. Форман, номинация на Оскара, лауреат премии Британской ассоциации кинооператоров, BAFTA)
- Да помогут нам небеса! (1985, Майкл Диннер)
- Иллюзия убийства (1986, Роберт Мэндел)
- Крупные специалисты (1987, Роберт Мэндел)
- Забавная ферма (1988, Джордж Рой Хилл)
- Вальмон (1989, М. Форман)
- Пробуждение (1990, Пенни Маршалл)
- Их собственная лига (1992, Пенни Маршалл)
- Пусть это буду я (1995, Элинор Бергстин)
- Жена священника (1996, Пенни Маршалл)
- Сильная женщина (2001, Пенни Маршалл)

## Признание
Специальная премия за вклад в развитие мирового кинематографа на МКФ в Карловых Варах (2004). Медаль Чешской республики За Заслуги (2006). Имя Мирослава Ондржичека носит частная Киноакадемия в Писеке, которая была основана в 1998 и президентом которой он являлся.